# Scabiosa parviflora
Scabiosa parviflora är en tvåhjärtbladig växtart som beskrevs av René Louiche Desfontaines. Scabiosa parviflora ingår i släktet fältväddar, och familjen Dipsacaceae. Inga underarter finns listade i Catalogue of Life.